# 1952年スイスグランプリ
1952年スイスグランプリ (XII Groser Preis der Schweiz) は、1952年5月18日にブレムガルテン・サーキットで開催されたフォーミュラ2のレース。このレースは1952年のF1世界選手権の開幕戦でもあったが、通常適用されるフォーミュラ1のレギュレーションではなく、1952年と1953年はフォーミュラ2のレギュレーションが適用された。
戦前のグランプリで活躍していたルドルフ・カラツィオラが、このGPのサポートレースで大クラッシュする。彼は足を骨折しただけで助かったが、事実上この怪我でレースキャリアが終了した。彼はメルセデス・ベンツ・300SLをドライブしたが、コーナーでブレーキがロックしコースから外れ木に激突した。
イタリア人ドライバーのピエロ・タルッフィはフェラーリをドライブし、世界選手権における唯一の勝利を得た。

## レース概要
世界選手権大会からアルファロメオが撤退したことで、現行レギュレーションの下ではフェラーリのみが競争力を持ったチームであった。従って、選手権はフォーミュラ2のレギュレーションで行われることがで決定した。
ワークスフェラーリはスイスGPに3名のドライバー、ファリーナ、タルッフィ、シモンを起用した。レギュラードライバーのアルベルト・アスカリとルイジ・ヴィッロレージは参加できなかった。アスカリはインディ500参戦のため、ヴィッロレージは交通事故に遭ったためであった。その他フェラーリをドライブしたのはルディ・フィッシャー、エキュリー・エスパドンのペーター・ヒルト、ベテランフランス人ドライバーのルイ・ロジェであった。ゴルディーニもこのレースで3名のドライバー、ロベール・マンヅォン、プリンス・ビラ、ジャン・ベーラを起用した。ベーラはこれがデビュー戦であった。HWMは前年スイスGP以来の復帰で、イギリス人ドライバー4名、アベカシス、コリンズ、マックリン、モスを起用した。マセラティはディフェンディングチャンピオンのファン・マヌエル・ファンジオとフロイラン・ゴンザレスのアルゼンチン人コンビを起用する予定であったがこれは実現しなかった。この他AFMがハンス・スタックを起用し、ンこりは様々なプライベーターが参加した。
前アルファロメオドライバーのニーノ・ファリーナがポールポジションを獲得、タルッフィとマンヅォンが続いてフロントローを形成した。シモンとフィッシャーが2列目、コリンズ、ベーラ、エンリコ・プラーテのマセラティをドライブするトゥーロ・デ・グラッフェンリートが3列目に並んだ。
ポールシッターのファリーナは車が故障するまでレースをリードした。ファリーナはリタイアした後、シモンの車を引き継いでドライブした。モスはレース序盤、ファリーナとタルッフィに続いて3位を走行した。メインのバトルはベーラとシモンの2位争いであった。ベーラのエキゾーストが外れ、ピットストップするとファリーナが引き継いで2位を走行した。しかしながら更なるトラブルのため、51ラップ目に再びリタイアすることとなる。これによって地元ドライバーのルディ・フィッシャーが2位に浮上した。フィッシャーは初の表彰台で、タルッフィにラップされなかった唯一のドライバーであった。タルッフィは自身初で、唯一の優勝であった。ベーラが3位に入り、デビュー戦で表彰台を獲得した。ケン・ウォートンが4位、アラン・ブラウンが5位に入り、フレイザー・ナッシュとクーパーにそれぞれ初のポイントをもたらした。

## エントリーリスト
| No       | ドライバー                       | チーム                                   | コンストラクター                | シャシー                  | エンジン                    | タイヤ |
| -------- | -------------------------------- | ---------------------------------------- | ------------------------------- | ------------------------- | --------------------------- | ------ |
| 2        | ハンス・スタック                 | AFM                                      | AFM-クッヒェン                  | AFM 6                     | クッヒェン 2.0 V8           | E      |
| 4        | トニ・ウルメン                   | トニ・ウルメン                           | ヴェリタス                      | ヴェリタス・メテオール    | ヴェリタス 2.0 L6           | D      |
| 6        | ジャン・ベーラ                   | エキップ・ゴルディーニ                   | ゴルディーニ                    | ゴルディーニ・T16         | ゴルディーニ 20 2.0 L6      | E      |
| 8        | ロベール・マンヅォン             | エキップ・ゴルディーニ                   | ゴルディーニ                    | ゴルディーニ・T16         | ゴルディーニ 20 2.0 L6      | E      |
| 10       | プリンス・ビラ                   | エキップ・ゴルディーニ                   | シムカ・ゴルディーニ            | シムカ-ゴルディーニ・T15  | ゴルディーニ 1500 1.5 L4    | E      |
| 12       | ルイ・ロジェ                     | エキュリー・ロジェ                       | フェラーリ                      | フェラーリ・500           | フェラーリ Type 500 2.0 L4  | D      |
| 14       | モーリス・トランティニアン       | エキュリー・ロジェ                       | フェラーリ                      | フェラーリ・166F2-50      | フェラーリ 125 F1 1.5 V12   | P      |
| 16       | ジョージ・アベカシス             | HWモータース                             | HWM-アルタ                      | HWM 52                    | アルタ F2 2.0 L4            | D      |
| 18       | ピーター・コリンズ               | HWモータース                             | HWM-アルタ                      | HWM 52                    | アルタ F2 2.0 L4            | D      |
| 20       | ランス・マックリン               | HWモータース                             | HWM-アルタ                      | HWM 52                    | アルタ F2 2.0 L4            | D      |
| 22       | ケン・ウォートン                 | スクーデリア・フラネラ                   | フレイザー・ナッシュ-ブリストル | フレイザー・ナッシュ FN48 | ブリストル BS1 2.0 L6       | D      |
| 24       | エリック・ブランドン             | エキュリー・リッチモンド                 | クーパー-ブリストル             | クーパー・T20             | ブリストル BS1 2.0 L6       | D      |
| 26       | アラン・ブラウン                 | エキュリー・リッチモンド                 | クーパー-ブリストル             | クーパー・T20             | ブリストル BS1 2.0 L6       | D      |
| 28       | ニーノ・ファリーナ               | スクーデリア・フェラーリ                 | フェラーリ                      | フェラーリ・500           | フェラーリ Type 500 2.0 L4  | P      |
| 30       | ピエロ・タルッフィ               | スクーデリア・フェラーリ                 | フェラーリ                      | フェラーリ・500           | フェラーリ Type 500 2.0 L4  | P      |
| 32       | アンドレ・シモン1                | スクーデリア・フェラーリ                 | フェラーリ                      | フェラーリ・500           | フェラーリ Type 500 2.0 L4  | P      |
| 34       | ファン・マヌエル・ファンジオ2    | オフィチーネ・アルフィエーリ・マセラティ | マセラティ                      | マセラティ・A6GCM         | マセラティ A6G 2.0 L6       | P      |
| 36       | フロイラン・ゴンザレス2          | オフィチーネ・アルフィエーリ・マセラティ | マセラティ                      | マセラティ・A6GCM         | マセラティ A6G 2.0 L6       | P      |
| 38       | トゥーロ・デ・グラッフェンリート | エンリコ・プラーテ                       | マセラティ-プラーテ             | マセラティ・4CLT-48       | プラーテ 2.0 L4             | P      |
| 40       | ハリー・シェル                   | エンリコ・プラーテ                       | マセラティ-プラーテ             | マセラティ・4CLT-50       | プラーテ 2.0 L4             | P      |
| 42       | ルディ・フィッシャー             | エキュリー・エスパドン                   | フェラーリ                      | フェラーリ・500           | フェラーリ Type 500 2.0 L4  | P      |
| 44       | ペーター・ヒルト3                | エキュリー・エスパドン                   | フェラーリ                      | フェラーリ・212           | フェラーリ Type 375 4.5 V12 | P      |
| 46       | スターリング・モス               | HWモータース                             | HWM-アルタ                      | HWM 52                    | アルタ F2 2.0 L4            | D      |
| 50       | マックス・デ・テラ4              | アルフレッド・ダットナー                 | シムカ・ゴルディーニ            | シムカ-ゴルディーニ・T11  | ゴルディーニ 1500 1.5 L4    | E      |
| Sources: |                                  |                                          |                                 |                           |                             |        |

^1 - アンドレ・シモンはフェラーリ32番車で予選と決勝の21ラップを走行した。ニーノ・ファリーナが自身の車でリタイアした後シモンの車を引き継ぎ、30ラップを走行したが、再びリタイアした。
^2 - ファン・マヌエル・ファンジオとフロイラン・ゴンザレスは車が到着せず、プラクティス前に撤退した。
^3 - ペーター・ヒルトはフェラーリ44番車で予選と決勝を走行した。ルドルフ・シェーラーは予備のドライバーとしてリストされたが、ドライブすることはなかった。
^4 - マックス・デ・テラはシムカ-ゴルディーニ50番車をドライブした。アルフレッド・ダットナーも同車のドライバーとしてエントリーしていたが、病気のため参加できなかった。

## 結果

### 予選
| 順位 | No | ドライバー                       | チーム                          | タイム  | 差     |
| ---- | -- | -------------------------------- | ------------------------------- | ------- | ------ |
| 1    | 28 | ニーノ・ファリーナ               | フェラーリ                      | 2:47.5  | -      |
| 2    | 30 | ピエロ・タルッフィ               | フェラーリ                      | 2:50.1  | + 2.6  |
| 3    | 8  | ロベール・マンヅォン             | ゴルディーニ                    | 2:52.1  | + 4.6  |
| 4    | 32 | アンドレ・シモン                 | フェラーリ                      | 2:52.4  | + 4.9  |
| 5    | 42 | ルディ・フィッシャー             | フェラーリ                      | 2:53.3  | + 5.8  |
| 6    | 18 | ピーター・コリンズ               | HWM-アルタ                      | 2:55.9  | + 8.4  |
| 7    | 6  | ジャン・ベーラ                   | ゴルディーニ                    | 2:55.9  | + 8.4  |
| 8    | 38 | トゥーロ・デ・グラッフェンリート | マセラティ-プラーテ             | 2:56.4  | + 8.9  |
| 9    | 46 | スターリング・モス               | HWM-アルタ                      | 2:56.4  | + 8.9  |
| 10   | 16 | ジョージ・アベカシス             | HWM-アルタ                      | 2:56.9  | + 9.4  |
| 11   | 10 | プリンス・ビラ                   | シムカ・ゴルディーニ            | 2:59.3  | + 11.8 |
| 12   | 20 | ランス・マックリン               | HWM-アルタ                      | 3:00.2  | + 12.7 |
| 13   | 22 | ケン・ウォートン                 | フレイザー・ナッシュ-ブリストル | 3:00.9  | + 13.4 |
| 14   | 2  | ハンス・スタック                 | AFM-クッヒェン                  | 3:01.7  | + 14.2 |
| 15   | 26 | アラン・ブラウン                 | クーパー-ブリストル             | 3:02.5  | + 15.0 |
| 16   | 4  | トニ・ウルメン                   | ヴェリタス                      | 3:05.6  | + 18.1 |
| 17   | 24 | エリック・ブランドン             | クーパー-ブリストル             | 3:05.8  | + 18.3 |
| 18   | 40 | ハリー・シェル                   | マセラティ-プラーテ             | 3:07.6  | + 20.1 |
| 19   | 44 | ペーター・ヒルト                 | フェラーリ                      | 3:10.2  | + 22.7 |
| 20   | 12 | ルイ・ロジェ                     | フェラーリ                      | No time | -      |
| 21   | 50 | マックス・デ・テラ               | シムカ・ゴルディーニ            | No time | -      |
| 22   | 14 | モーリス・トランティニアン       | フェラーリ                      | No time | -      |

### 決勝
| 順位     | No | ドライバー                          | チーム                          | 周回 | タイム/リタイア原因 | グリッド | ポイント |
| -------- | -- | ----------------------------------- | ------------------------------- | ---- | ------------------- | -------- | -------- |
| 1        | 30 | ピエロ・タルッフィ                  | フェラーリ                      | 62   | 3:01:46.1           | 2        | 9        |
| 2        | 42 | ルディ・フィッシャー                | フェラーリ                      | 62   | +2:37.2             | 5        | 6        |
| 3        | 6  | ジャン・ベーラ                      | ゴルディーニ                    | 61   | +1 lap              | 7        | 4        |
| 4        | 22 | ケン・ウォートン                    | フレイザー・ナッシュ-ブリストル | 60   | +2 laps             | 13       | 3        |
| 5        | 26 | アラン・ブラウン                    | クーパー-ブリストル             | 59   | +3 laps             | 15       | 2        |
| 6        | 38 | トゥーロ・デ・グラッフェンリート    | マセラティ-プラーテ             | 58   | +4 laps             | 8        |          |
| 7        | 44 | ペーター・ヒルト                    | フェラーリ                      | 56   | +6 laps             | 19       |          |
| 8        | 24 | エリック・ブランドン                | クーパー-ブリストル             | 55   | +7 laps             | 17       |          |
| リタイア | 10 | プリンス・ビラ                      | シムカ・ゴルディーニ            | 52   | エンジン            | 11       |          |
| リタイア | 32 | アンドレ・シモン ニーノ・ファリーナ | フェラーリ                      | 51   | マグネトー          | 4        |          |
| リタイア | 40 | ハリー・シェル                      | マセラティ-プラーテ             | 31   | エンジン            | 18       |          |
| リタイア | 46 | スターリング・モス                  | HWM-アルタ                      | 24   | 撤退                | 9        |          |
| リタイア | 20 | ランス・マックリン                  | HWM-アルタ                      | 24   | 撤退                | 12       |          |
| リタイア | 8  | ロベール・マンヅォン                | ゴルディーニ                    | 20   | ラジエター          | 3        |          |
| リタイア | 28 | ニーノ・ファリーナ                  | フェラーリ                      | 16   | マグネトー          | 1        |          |
| リタイア | 18 | ピーター・コリンズ                  | HWM-アルタ                      | 12   | ハーフシャフト      | 6        |          |
| リタイア | 16 | ジョージ・アベカシス                | HWM-アルタ                      | 12   | ハーフシャフト      | 10       |          |
| リタイア | 2  | ハンス・スタック                    | AFM-クッヒェン                  | 4    | エンジン            | 14       |          |
| リタイア | 4  | トニ・ウルメン                      | ヴェリタス                      | 4    | 燃料漏れ            | 16       |          |
| リタイア | 12 | ルイ・ロジェ                        | フェラーリ                      | 2    | アクシデント        | 20       |          |
| リタイア | 50 | マックス・デ・テラ                  | シムカ・ゴルディーニ            | 1    | マグネトー          | 21       |          |
| DNS      | 14 | モーリス・トランティニアン          | フェラーリ                      | 0    | エンジン            | 22       |          |

## 注
- ポールポジション：ニーノ・ファリーナ - 2:47.5
- ファステストラップ：ピエロ・タルッフィ - 2:49.1
- モスとマックリンはレースから撤退した。
- シモン（18ラップ）はファリーナ（33ラップ）がリタイアした後を引き継いだ。

## 第1戦終了時点でのランキング
| 順位 | ドライバー           | ポイント |
| ---- | -------------------- | -------- |
| 1    | ピエロ・タルッフィ   | 9        |
| 2    | ルディ・フィッシャー | 6        |
| 3    | ジャン・ベーラ       | 4        |
| 4    | ケン・ウォートン     | 3        |
| 5    | アラン・ブラウン     | 2        |

- 注：トップ5のみ表示。ベスト4戦のみがカウントされる。

## 参照
1. ↑  “Swiss GP, 1952 Race Report”.   Grandprix.com. 2012年8月14日閲覧。
2. ↑  “1952 Swiss Grand Prix - Race Entries”.   manipef1.com. 2012年5月9日時点のオリジナルよりアーカイブ。2013年12月11日閲覧。
3. ↑  “1952 Swiss GP - Entry List”.   chicanef1.com. 2013年12月11日閲覧。
4. ↑  “Swiss Grand Prix 1952 - Results”.  ESPN F1. 2014年1月10日閲覧。
5. 1 2  “Switzerland 1952 - Result”.   statsf1.com. 2014年1月10日閲覧。
6. ↑  “Switzerland 1952 - Race entrants”.   statsf1.com. 2014年1月10日閲覧。

- “The Official Formula 1 website”. 2009年11月30日閲覧。

|                                 | FIA F1世界選手権 1952年シーズン | 次戦 1952年インディ500          |
| 前回開催 1951年スイスグランプリ | スイスグランプリ                | 次回開催 1953年スイスグランプリ |